# إدواردو نافا
إدواردو نافا (بالإسبانية: Eduardo Nava) هو منافس ألعاب قوى مكسيكي، ولد في 26 أغسطس 1968.

## وصلات خارجية
- إدواردو نافا على موقع الاتحاد الدولي لألعاب القوى (الإنجليزية)
- إدواردو نافا على موقع اللجنة الأولمبية الدولية (الإنجليزية)
- إدواردو نافا على موقع أوليمبيديا (الإنجليزية)